# 仲田隼人
仲田 隼人（なかた はやと、1978年9月4日 - ）は、日本の男性声優。東京都出身。旧芸名は中田 隼人（なかた はやと）。

## 来歴
以前はぷろだくしょんバオバブ、ベルプロダクション、オフィス海風に所属していた。

## 人物
資格は救急救命士、普通自動車免許、大型自動二輪免許。特技は合気道、格闘技、バイクの運転、殺陣、サックス、音楽ボーカル（ロック、ラップ）、フィットネス。趣味はスポーツトレーニング、格闘技観戦、肉体トレーニング、アメリカンバイク。

## 出演

### テレビアニメ
2007年
- 鉄子の旅（車掌、車内アナウンス）
- ナイトウィザード The ANIMATION（生徒B）

2008年
- あたしンち（2008年 - 2009年、店員、車掌、男性、ナレーション、会社員、アナウンス）
- 乃木坂春香の秘密（2008年 - 2009年、セレブD、取り巻きC）
- 破天荒遊戯（男）
- PERSONA -trinity soul-

2009年
- うみねこのなく頃に（黒服）
- キディ・ガーランド（警備隊員B）
- ご姉弟物語（2009年 - 2010年、板前、犬の飼い主、TVの声、郵便局員）
- 地獄少女 三鼎（車内アナウンス）
- 戦う司書 The Book of Bantorra（カートヘロ＝マッシェア）
- ドラえもん（テレビ朝日版第2期）（男、ヤギ星人C 他）
- 忍たま乱太郎（2009年 - 2010年、ヤケアトツムタケ忍者、光鬼〈初代〉、忍者、侍、辻刈りされた男）
- 東のエデン（AKX20000）

2010年
- 刀語（呂桐番外）
- クレヨンしんちゃん（2010年 - 2014年、料理人、宅配便、カップル男、男性、レポーター、社員、民A、店員、おにいさん、サル、声、怪人、犬、SP、救急隊員、ヤンキーA、毒舌タレントB）
- 屍鬼（石田、安森幹康、長谷川、田中良和、池辺）
- しまじろう ヘソカ（ののちゃんのお父さん）
- GIANT KILLING（石神達雄、園田、谷、サポーター、山さん）
- ジュエルペット てぃんくる☆（警備員）
- 侵略!イカ娘（配達員、主審）
- スティッチ 〜ずっと最高のトモダチ〜（2010年 - 2011年、ドーナツ屋さん、男性、科学者A）
- 世紀末オカルト学院（若刑事）
- 聖痕のクェイサー（チンピラA）
- 閃光のナイトレイド（助監督）
- デュラララ!!（2010年 - 2015年、中年の男、莉緒の父、池袋の声） - 2シリーズ
- 咎狗の血（参加者）
- FAIRY TAIL（着ぐるみ男）
- まじっく快斗（警官）
- 名探偵コナン（2010年 - 2016年、山口拓也、伊原与三郎 他）
- 夢色パティシエール（シェフ、男A） - 2シリーズ
- 四畳半神話大系（アナウンサーB）

2011年
- うさぎドロップ（黒髪ヒゲ）
- 銀魂'（たけし）
- TIGER & BUNNY（警備員、クリームの父）
- たまゆら〜hitotose〜（父親）
- ドラゴンクライシス!
- プリティーリズム・オーロラドリーム（男B）
- よんでますよ、アザゼルさん。（松井、ヤクザ手下1、男子生徒、男オタク）
- ルパン三世 血の刻印 〜永遠のMermaid〜（囚人）

2012年
- エリアの騎士（先生B、リカルド・ベルナルディ）
- LUPIN the Third -峰不二子という女-（兵士）

2014年
- 失われた未来を求めて（生徒会長）
- ガンダム Gのレコンギスタ（ジンジャー）

2016年
- 機動戦士ガンダムUC RE:0096（士官、男、ボーンフィッシュ副長）

### Webアニメ
- Starry☆Sky（2010年、校長、男、医者）

### OVA
- HELLSING（2009年、傭兵[5]）
- とある科学の超電磁砲（2010年、アンチスキル）
- 機動戦士ガンダムUC（2011年、士官、男）
- マジンカイザーSKL（2011年、隊員、ガラン兵） - 2010年劇場先行公開

### 劇場アニメ
- クレヨンしんちゃん 超時空!嵐を呼ぶオラの花嫁（2010年、メケメケ団員）
- やなせたかしシアター ハルのふえ（2012年、テレビナレーション）
- Gのレコンギスタ II ベルリ 撃進（2020年、補充兵）

### ゲーム
- スターオーシャン1 First Departure（2007年）
- クレヨンしんちゃん 嵐を呼ぶ ねんどろろ〜ん大変身!（2009年）
- トリックロジック（2010年、報道陣）
- ぱすてるチャイムContinue（2010年）
- ポヨポヨ観察日記（2012年）
- スターオーシャン1 First Departure R（2019年）

### ドラマCD
- 危機之介御免（根吉）
- SKET DANCE（中馬鉄治）
- 戦国BASARA（伊達軍兵士）
- テイルズ オブ ヴェスペリア（黒装束）
- 烈風の騎士姫（衛士隊員）

### 吹き替え

#### 映画
- アドベンチャーランドへようこそ
- アメリカン・エネミーズ
- 1911
- 運命の元カレ
- エクスペリメント（チェイス）
- エンド・オブ・ホワイトハウス（レイ・モンロー国家安全保障局副長官〈ショーン・オブライアン〉 他）
- 恋するベーカリー
- サーフィン ドッグ
- ザ・ディープ 深海からの脱出
- J・エドガー（エージェント・スミス）
- 真・上海グランド（実況アナ）
- ゼブラ軍団（ジョー・スタンギン）
- TEKKEN -鉄拳-（レポーター1）
- ラン・オールナイト（アンドリュー・プライス〈コモン〉）
- RED/レッド

#### ドラマ
- iCarly
- NCIS 〜ネイビー犯罪捜査班
- 禁断の関係〜愛と憎しみのブーケ〜
- クリミナル・マインド 特命捜査班レッドセル
- コールドケース6、7
- コバート・アフェア CIA諜報員アニー
- ザ・パシフィック
- サマンサ Who?（アナウンサー）
- ザ・ミドル 〜中流家族のフツーの幸せ（アクセル・ヘック）
- しあわせの処方箋
- 始皇帝烈伝 ファーストエンペラー（成キョウ王子）
- シークレット・アイドル ハンナ・モンタナ（チェット）
- SUITS/スーツ
- CHASE/逃亡者を追え!
- 逃亡の24時間〜ルイ16世とマリー・アントワネット〜（従業）
- Dr.HOUSE シーズン3（エステバン）
- ナース・ジャッキー
- バイオニック・ウーマン（医師）
- 反撃のレスキュー・ミッション
- プリティ・リトル・ライアーズ（ジェイソン・ディローレンティス）
- ブルーブラッド 〜NYPD家族の絆〜
- 弁護士イーライのふしぎな日常
- ミディアム4 霊能者アリソン・デュボア（ウォルター）
- ミディアム5 霊能者アリソン・デュボア（ジャスティン・ライデッカー）
- ミディアム6 霊能者アリソン・デュボア（リアム）
- リベンジ（ダニエル・グレイソン）
- レディプレジデント〜大物
- 私はラブ・リーガル

#### テレビ番組
- The Hills（スペンサー・プラネット）

#### アニメ
- アーサー・クリスマスの大冒険
- アイス・エイジ クリスマス（ナマケモノ）
- キャンプ・ラズロ（エドワード）
- くもりときどきミートボール（BLT男）
- プレーンズ（エコー）
- NINJAハットリくん リターンズ（2013年、小池先生〈初代〉）

### ボイスオーバー
- The Ultimate Fighter 15 Finale（ヴィンチ・ピチェル、ジェレミー・ラーセン）

### ラジオドラマ
- VOMIC
  - SKET DANCE（チュウ〈中馬鉄治〉）
  - 保健室の死神（美作蓮太郎）
  - ǝnígmǝ【エニグマ】（夢日記）
- NHK-FMラジオドラマ 青春アドベンチャー『世界の終わりの魔法使い』（NHK-FM：2013年7月22日 - 26日、全5回[6]）
- 神谷明のときめきシティハンター（アシスタント）

### テレビ番組
- 世界の衝撃ストーリー（声の出演）